# Lijst van voetbalinterlands België - Slowakije
Deze lijst van voetbalinterlands is een overzicht van alle officiële voetbalwedstrijden tussen de nationale teams van België en Slowakije. De landen hebben tot op heden vier keer tegen elkaar gespeeld. De eerste ontmoeting was een vriendschappelijke wedstrijd en werd gespeeld in Brussel op 17 april 2002. Het laatste duel, een groepswedstrijd tijdens het Europees kampioenschap voetbal 2024, vond plaats op 17 juni 2024 in Frankfurt am Main (Duitsland).

## Wedstrijden
| № | Plaats            | Datum           | Competitie        | Wedstrijd          | Uitslag |
| - | ----------------- | --------------- | ----------------- | ------------------ | ------- |
| 1 | Brussel           | 17 april 2002   | Vriendschappelijk | België − Slowakije | 1 − 1   |
| 2 | Trnava            | 20 mei 2006     | Vriendschappelijk | Slowakije − België | 1 − 1   |
| 3 | Brugge            | 6 februari 2013 | Vriendschappelijk | België − Slowakije | 2 − 1   |
| 4 | Frankfurt am Main | 17 juni 2024    | EK 2024           | België – Slowakije | 0 – 1   |

## Samenvatting
| Competitie        | Totaal gespeeld | Winst België | Gelijk | Winst Slowakije | Doelsaldo België – Slowakije |
| ----------------- | --------------- | ------------ | ------ | --------------- | ---------------------------- |
| EK-eindronde      | 1               | 0            | 0      | 1               | 0 − 1                        |
| Vriendschappelijk | 3               | 1            | 2      | 0               | 4 − 3                        |
| Totaal            | 4               | 1            | 2      | 1               | 4 − 4                        |

Wedstrijden bepaald door strafschoppen worden, in lijn met de FIFA, als een gelijkspel gerekend.